# Hoa hậu Chuyển giới Quốc tế 2024
Hoa hậu Chuyển giới Quốc tế 2024 là cuộc thi Hoa hậu Chuyển giới Quốc tế lần thứ 18 được tổ chức vào ngày 24 tháng 8 năm 2024 tại Nhà hát nghệ thuật biểu diễn Tiffany's Show Pattaya, Pattaya, Thái Lan. Hoa hậu Chuyển giới Quốc tế 2023, Solange Dekker đến từ Hà Lan đã trao lại vương miệng cho người kế nhiệm là cô Catalina Marsano đến từ Peru đưa cô trở thành Hoa hậu Chuyển giới Quốc tế đầu tiên đến từ Peru.

## Kết quả
| Kết quả                          | Thí sinh |
| -------------------------------- | --- |
| Hoa hậu Chuyển giới Quốc tế 2024 | - Peru – Catalina Marsano |
| Á hậu 1                          | - Thái Lan – Saruda Panyakham |
| Á hậu 2                          | - Việt Nam – Nguyễn Tường San ¥ |
| Top 6                            | - Colombia – Juliana Rivera - Philippines – Sophia Nicole Arkanghell - Hoa Kỳ – Kataluna Enriquez §                                                                    |
| Top 12                           | - Brazil – Jessi Lira - Nhật Bản – Tsuchiya Rin - Lào – Namwan Napatsarakarn - Mexico – Romi Amador - Puerto Rico – Daniela Victoria Arroyo - Venezuela – Shana Zabala |

¥: Thí sinh được vào thẳng Top 12 do chiến thắng giải thưởng Trình diễn bán kết xuất sắc nhất.
§: Thí sinh được vào thẳng Top 12 do chiến thắng giải thưởng Người đẹp Truyền Thông.

### Thứ tự công bố
| 1. Việt Nam 2. Hoa Kỳ 3. Mexico 4. Puerto Rico 5. Lào 6. Venezuela 7. Brazil 8. Nhật Bản 9. Peru 10. Colombia 11. Philippines 12. Thái Lan | 1. Colombia 2. Peru 3. Philippines 4. Thái Lan 5. Hoa Kỳ 6. Việt Nam | 1. Thái Lan 2. Peru 3. Việt Nam |

### Các giải thưởng đặc biệt
| Giải thưởng                  | Thí sinh                                |
| ---------------------------- | --------------------------------------- |
| Tài năng xuất sắc nhất       | - Hoa Kỳ – Kataluna Enriquez            |
| Người đẹp Hình Thể Vàng      | - Hoa Kỳ – Kataluna Enriquez            |
| Người đẹp Truyền thông       | - Hoa Kỳ – Kataluna Enriquez            |
| Người đẹp Gương Mặt Quyến Rũ | - Philippines – Sophia Nicole Arkanghel |
| Hoa hậu Thân thiện           | - Thái Lan – Saruda Panyakham           |
| Trình diễn Dạ hội tốt nhất   | - Thái Lan – Saruda Panyakham           |
| Quốc Phục Đẹp Nhất           | - Việt Nam – Nguyễn Tường San           |
| Trình diễn Bán Kết Tốt Nhất  | - Việt Nam – Nguyễn Tường San           |
| Hoa hậu Ảnh                  | - Việt Nam – Nguyễn Tường San           |
| Người Sỡ hữu Làn Da Đẹp Nhất | - Việt Nam – Nguyễn Tường San           |
| Vẻ đẹp của Tương Lai         | - Indonesia – Oliviarie Summer          |

### Trình diễn Tài Năng
| Kết quả     | Thí sinh                       |
| ----------- | ------------------------------ |
| Chiến thắng | - Hoa Kỳ – Kataluna Enriquez   |
| Giải nhì    | - Indonesia – Oliviarie Summer |
| Giải ba     | - Việt Nam – Nguyễn Tường San  |

## Thí sinh tham gia
Cuộc thi có tổng cộng 23 thí sinh tham gia:
| Quốc gia/Lãnh thổ | Thí sinh                | Tuổi | Quê quán     |
| ----------------- | ----------------------- | ---- | ------------ |
| Bolivia           | Catalina Ortega         | 30   | El Alto      |
| Brazil            | Jessi Lira              | 26   | São Paulo    |
| Campuchia         | Mai Maiya               | 27   | Phnôm Pênh   |
| Canada            | Adriana Fernandez       | 25   | Ottawa       |
| Trung Quốc        | Rin Asuka               | 28   | Hồ Nam       |
| Colombia          | Juliana Rivera          | 28   | Miami        |
| Ecuador           | Kenia Bonilla           | 27   | Quito        |
| El Salvador       | Tatiana Molina          | 29   | San Salvador |
| Ấn Độ             | Arshi Ghosh             | 22   | New Delhi    |
| Indonesia         | Oliviarie Summer        | 25   | Jakarta      |
| Nhật Bản          | Tsuchiya Rin            | 25   | Tokyo        |
| Lào               | Namwan Napatsarakarn    | 21   | Viêng Chăn   |
| Malaysia          | Eva Foster              | 29   | Kuala Lumpur |
| Mexico            | Romi Amador             | 32   | Guanajuato   |
| Myanmar           | Monica                  | 27   | Mandalay     |
| Perú              | Catalina Marsano        | 28   | Lima         |
| Philippines       | Sophia Nicole Arkanghel | 25   | Victoria     |
| Puerto Rico       | Daniela Victoria Arroyo | 30   | San Juan     |
| Đài Loan          | Ala Lim                 | 24   | Đài Bắc      |
| Thái Lan          | Saruda Panyakham        | 26   | Băng Cốc     |
| Hoa Kỳ            | Kataluna Enriquez       | 29   | Las Vegas    |
| Venezuela         | Shana Zabala            | 30   | Montpellier  |
| Việt Nam          | Nguyễn Tường San        | 19   | Khánh Hòa    |

## Chú ý

### Lần đầu tham gia
- Bolivia
- El Salvador

### Trở lại
- Lần cuối tham gia vào năm 2020:
  -  Myanmar
- Lần cuối tham gia vào năm 2022:
  -  Ấn Độ
  -  Đài Loan

### Bỏ cuộc
- Hà Lan
- Nicaragua
- Singapore
- Tây Ban Nha